# Blanquita Silván
Blanca Silva (Buenos Aires, Argentina; 1 de diciembre) más conocida por el nombre artístico de Blanquita Silván es una actriz de cine, teatro y televiisión, actriz de doblaje y cantante de música para niños, del género pop y también boleros de nacionalidad argentina.

## Carrera
Dueña de una dulce y agraciada voz, Silván brilló notoriamente en la década de 1960 y 1970 tanto por su talento vocal como así también por el actoral.
Comenzó su carrera cantando en Canal 11 en 1964, en Ritmo y Juventud, con otras artistas vocales como Dolores De Cicco. Héctor Eduardo y Haydée Warren. Además fue una exintegrante del famoso El Club del Clan.
En 1965 tuvo aplaudidas audiciones por Radio Belgrano. Compartió escena con Chiquita Saldí, Leo Dan, Ricardo Roda, Facundo Cabral, por aquel entonces conocido como El indio Gasparino, y con el grupo Los Buhos.
En cine debuta en 1966 con la película Una máscara para Ana, dirigida por Rubén W. Cavallotti, con Graciela Borges, Lautaro Murúa y Walter Vidarte. Trabajo con varias figuras del ambiente artístico como Osvaldo Pacheco, Pinky, Ricardo Bauleo, Soledad Silveyra, Olga Zubarry y Marilina Ross. En 1977 se despide con Las locas de Enrique Carreras, junto a Mercedes Carreras, Juan José Camero, Leonor Manso y Leonor Benedetto.
Su repertorio es muy amplio bajo destacados sellos discográficos como RCA, CBS, Philips, entre ellos temas populares como A mi edad, Oh mi Señor, En la cima de la montaña, Eres Tú y  Te tenderé en mis Brazos.
A fines de 1970 se dedicó a la música de tipo infantil, a la vez que participó en ciclos televisivos para el público juvenil como fueron Calculín, de Manuel García Ferré, del cual puso su voz; y Margarito Tereré.
Tenía el repertorio muy parecido al de Juan Ramón, lo que tal vez impidió que tuviera más éxito en su carrera como vocalista.

## Filmografía
- 1977: Las locas.
- 1975: La Raulito.
- 1975: Las procesadas.
- 1972: La colimba no es la guerra.
- 1966: Ritmo, amor y juventud.
- 1966: Una máscara para Ana.

## Televisión
- 1979: Después de clase, con Elvira Romei
- 1978: Viva Margarito.
- 1976: El Mundo de Calculín.
- 1970: El libro gordo de Petete.
- 1964: Cancionísima, bajo la conducción de Pablo de Madalengoitia.
- 1964: Ritmo y Juventud.
- 1963: El Club del Clan.

## Teatro
- 1980: ¡Viva la Pepa!.
- 1979: Yo quiero a mi mujer, con Fernando Leynaud, Mario Tenreyro, Gerardo Romano, Víctor Díaz Vélez, Fernando Lewis, Leonor Benedetto y Rudy Chernicoff.
- 1977: El sí de las niñas de Leandro Fernández de Moratin, obra dirigida por José María Vilches con Lalo Hartich, Julio Chávez, Lita Soriano y Emilio Comte.
- 1974: Godspell,  junto a Enrique Otranto, Marta López Pardo, Enrique Quintanilla, Elsa Carbó, Silvio Katz, Silvia Pereyra,
- Juan Carlos Occhipinti, Ernesto Leal, Angela Da Silva y Ana María Cores.
- 1971: ¿Dónde Queda?, ¿Qué Puedo Tomar?, junto a Osvaldo Maggi.[5]

## Álbumes
BLANQUITA SILVAN (SOLITARIO):
- A mi edad
- Oh mi Señor
- En la cima de la montaña
- Eres tú
- Te tenderé en mis brazos
- Estoy pensando

BLANQUITA SILVAN CON MILO Y SU CONJUNTO:
- 01: Corazón
- 02. La luna tiene dos caras

1976: CALCULIN Y BLANQUITA - PHILIPS:
- 01. Canción maestros.
- 02. Yo solo quiero.
- 03. Un velero de papel
- 04. Malagueña
- 05. Anochecer en un día agitado
- 06. El color del corazón
- 07. Te contaré un cuento
- 08. La violetera
- 09. Había una vez un tren
- 10. Calculín y Blanquita
- 11. Ave María
- 12. Aleluya
- 13. Tenía una vez
- 14. Melodía de arrabal
- 15. Constantinopla
- 16. San Martín querido
- 17. Ocho días a la semana
- 18. En el espejo
- 19. Despedida
- 20. Mesita de noticias
- 21. La Cuchara Oh Oh Oh

1978: BLANQUITA: RONDA POPULATES INFANTILES - RCA VIK:
- 01. Juguemos en el bosque.
- 02. Aserrín, aserrán.
- 03. La farolera.
- 04. En coche va un niña.
- 05. La mar estaba serena.
- 06: Al Don Pirulero
- 07. Sobre el puente de Avignon.
- 08. Tengo una muñeca.
- 09. Cucú cantaba la rana
- 10. Yo la quiero ver bailar
- 11. Mambrú se fue a la guerra.
- 12. Se me ha perdido una niña.
- 13. Erase una vez.
- 14. Un pajarito se casó.
- 15. Ser útil.
- 16. Bicicleta- Cleta.
- 17. Si yo fuera.
- 18. Duérmase mi cielo
- 19. Feliz cumpleaños

## Simples/EPS
- ????: "La luna tiene dos caras / Corazón" (Simple) - CBS
- ????: "A mi edad / Joven joven" (Simple) - CBS
- ????: "Te tenderé mis brazos / Eres tu" (Simple) - CBS